# (5155) Denisyuk
(5155) Denisyuk est un astéroïde de la ceinture principale.

## Description
(5155) Denisyuk est un astéroïde de la ceinture principale. Il fut découvert le 18 avril 1972 à Naoutchnyï par Tamara Smirnova. Il présente une orbite caractérisée par un demi-grand axe de 3,12 UA, une excentricité de 0,13 et une inclinaison de 6,1° par rapport à l'écliptique.

## Compléments